# Brumadinho
Brumadinho é um município brasileiro no estado de Minas Gerais, região Sudeste. Está localizado na Região Metropolitana de Belo Horizonte e sua população recenseada em 2022 era de 38 915 habitantes.

## História
A região do vale do Paraopeba, na qual situa-se Brumadinho, foi ocupada por bandeirantes no fim do século XVII. Nessa época, foram fundados os povoados de Piedade do Paraopeba, São José do Paraopeba, Aranha e Brumado do Paraopeba, que mais tarde formariam o atual Município de Brumadinho. A origem do nome "Brumado", e posteriormente "Brumadinho", devem-se às brumas comuns nesta região montanhosa em que se situa o município, especialmente no período da manhã.
A área da atual Sede do Município, onde hoje localiza-se a Estação Ferroviária de Brumadinho, fazia parte do até então distrito do Brumado do Paraopeba, pertencente a Bonfim, tendo seu principal núcleo populacional no entorno da Capela de Nossa Senhora da Conceição do Brumado, hoje chamado de Conceição de Itaguá. Com a construção da Estrada de Ferro Central do Brasil e a Estação Ferroviária de Brumadinho, esta última inaugurada em 1917, houve um grande fluxo de pessoas que passaram a viver nas proximidades da Estação de Brumadinho, e onde até então não passava de uma área de pasto e plantio da antiga Fazenda do Bananal, veio a desenvolver-se com o tempo a futura Sede do Município.
Com a construção da Ferrovia e a Estação de Trem na região da Fazenda do Bananal, ocorreu uma mudança demográfica significativa no distrito de Brumado do Paraopeba, e uma crescente alteração do considerado ponto central do distrito, ocasionada pelo desenvolvimento do local, fato que acarretou a mudança da sede do distrito do Brumado do Paraopeba já em 1923, através da Lei Estadual 843/1923, da antiga região ao entorno da Capela de Nossa Senhora da Conceição do Brumado, agora para os entornos da Estação Ferroviária de Brumadinho, onde se desenvolvia cada vez mais os contornos de uma nova cidade, ao passo que o arraial do Brumado estagnava. 
O distrito de Brumado do Paraopeba pertenceu a Bonfim até o seu desmembramento e emancipação política em 17 de dezembro de 1938, através do Decreto-Lei nº 1478 do mesmo ano, que o transformou em Município com o nome de Brumadinho, sendo ainda anexados ao seu território os distritos de Aranha e São José do Paraopeba, saídos do município de Itabirito, e o distrito de Piedade do Paraopeba, que fora desmembrado do município de Nova Lima.

### Rompimento da Barragem de Brumadinho
O rompimento de barragem em Brumadinho em 25 de janeiro de 2019 foi o maior acidente de trabalho no Brasil em perda de vidas humanas e o segundo maior desastre industrial do século. Foi um dos maiores desastres ambientais da mineração do país, depois do rompimento de barragem em Mariana. Seis anos após a tragédia, três das 270 vítimas ainda permanecem desaparecidas.

## Geografia
De acordo com a divisão regional vigente desde 2017, instituída pelo IBGE, o município pertence às Regiões Geográficas Intermediária e Imediata de Belo Horizonte. Até então, com a vigência das divisões em microrregiões e mesorregiões, fazia parte da microrregião de Belo Horizonte, que por sua vez estava incluída na mesorregião Metropolitana de Belo Horizonte.
O município de Brumadinho é cortado pelas rodovias BR-381 (São Paulo-Belo Horizonte) e BR-040 (Rio de Janeiro-Belo Horizonte), sendo possível chegar à sede municipal a partir de ambas as rodovias. O acesso mais curto da capital à cidade de Brumadinho é pela rodovia MG-040, a chamada Via do Minério, uma estrada mais direta que sai da região do Barreiro, na parte sudoeste da capital, e atravessa os municípios de Ibirité e Mário Campos antes de chegar a Brumadinho. Há uma curta divisa direta de Brumadinho com o município da capital, localizada entre uma remota área montanhosa, de difícil acesso. Possui um acesso ferroviário voltado atualmente para o transporte de cargas pela Linha do Paraopeba da antiga Estrada de Ferro Central do Brasil, ligando a cidade à capital mineira e ao Rio de Janeiro, ao se entroncar com a Linha do Centro da antiga companhia.

### Hidrografia

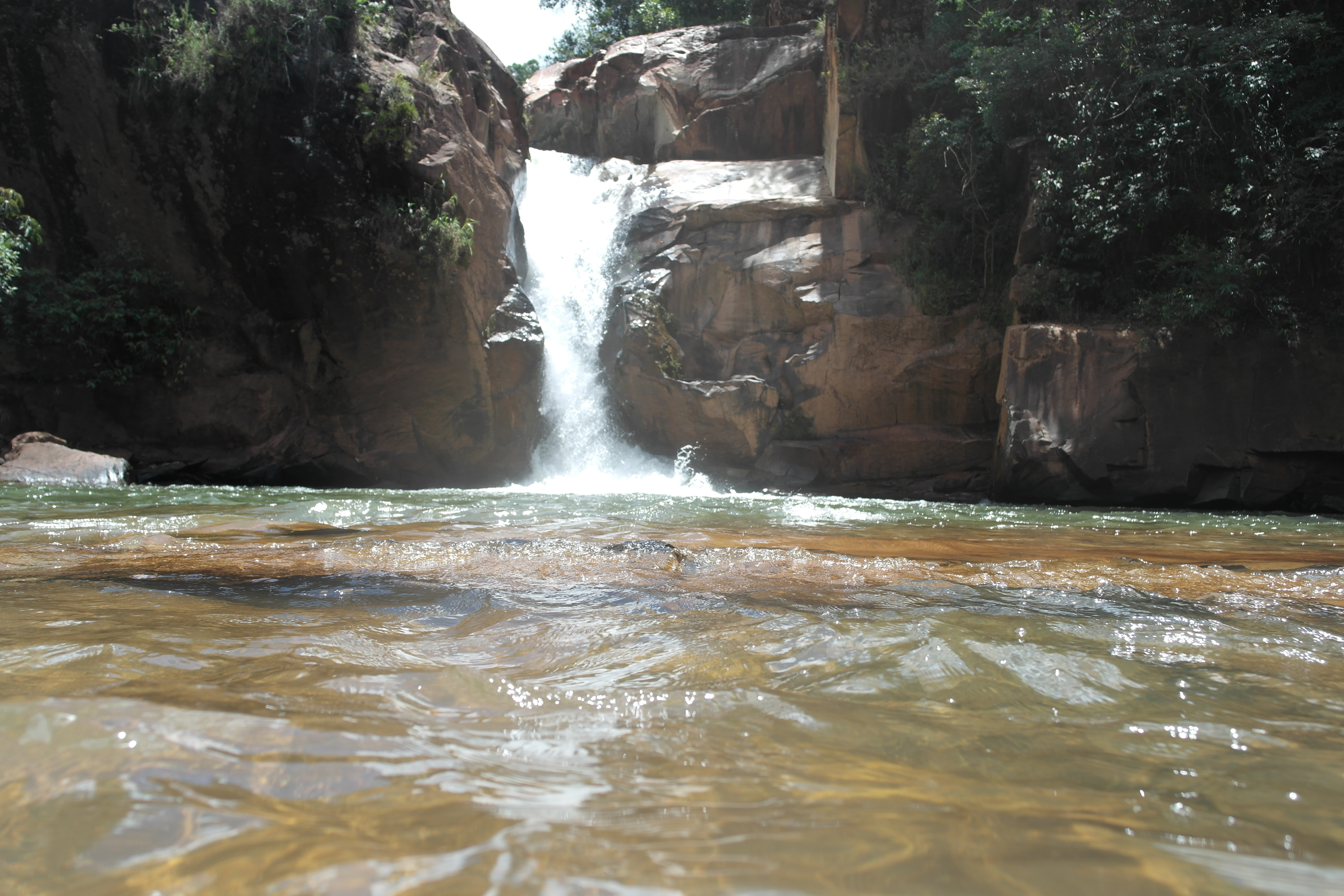
Cachoeira do ribeirão Casa Branca, na zona rural do município, próximo a Casa Branca

Apesar de sua pequena população, Brumadinho se destaca na Região Metropolitana de Belo Horizonte por causa de seus grandes mananciais de água, possibilitados pela extensão relativamente grande do município e pelo relevo montanhoso. Um quarto da água que abastece a região metropolitana vem dos mananciais de Brumadinho e dos municípios vizinhos, através dos sistemas Rio Manso e Catarina, operados pela Companhia de Saneamento de Minas Gerais (COPASA).
Ainda no município, há uma grande lavra de água mineral, explorada pela empresa Hidrobrás e comercializada sob a marca "Ingá".
Em 25 de janeiro de 2019, ocorreu um rompimento na barragem do córrego do Feijão, construída para contenção de rejeitos de minério de ferro pela mineradora Ferteco Mineração e adquirida pela mineradora Vale S.A.. O evento provocou o escoamento de lama que atingiu parte da área administrativa da companhia e parte da comunidade da Vila Ferteco e comprometeu a área a jusante da barragem.

## Economia

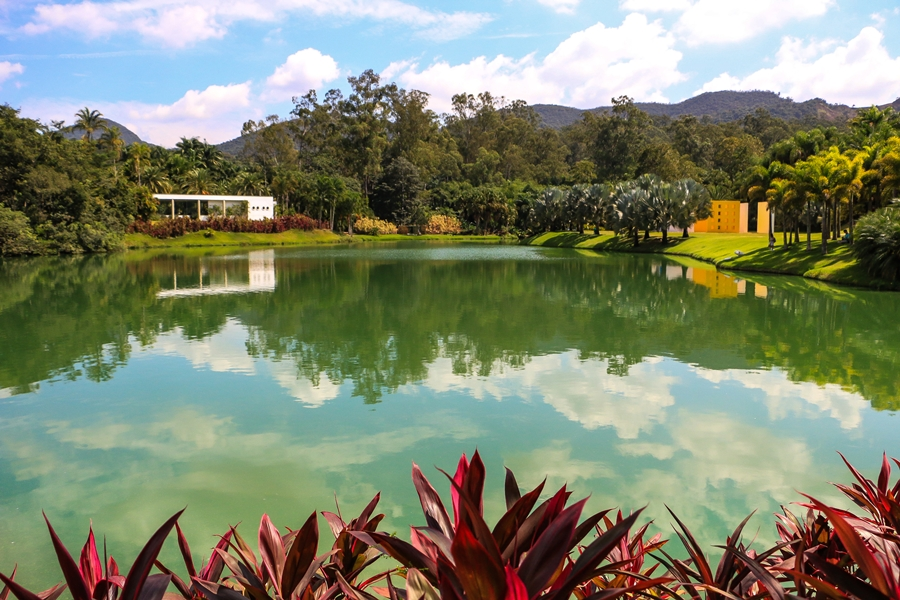
Instituto Inhotim

O município de Brumadinho tem sua principal base econômica sustentada pela atividade da mineração, sobretudo pela atuação da Vale S.A.. Em 2017 o município recebeu 35,6 milhões de reais a título de compensação ambiental pelos estragos causados pela extração de minério em seu território. Deste total, 65% vieram apenas da mineradora Vale. Até 2018, somente a Mina Córrego do Feijão produziu anualmente 8,5 milhões de toneladas de minério de ferro, o que era equivalente a 2% da produção de minério de ferro da Vale.
Circundado por pelo menos quatro serras, entre elas a do Rola-Moça e a da Moeda, Brumadinho começou a explorar, sobretudo recentemente, as paisagens naturais. O número de leitos de hotelaria saltou de 300 em 2008 para 1 300 no levantamento de 2016.
Embora o turismo no município ainda seja considerado recente e contribui com uma pequena parcela das receitas municipais, centenas de empreendedores dependem do setor em Brumadinho, que possuía até então, inúmeros atrativos turísticos, turismo cultural e ecológico que também movimentam a economia local, a exemplo: o Parque Estadual da Serra do Rola-Moça, a Serra da Moeda (local de prática de esportes radicais), o circuito turístico de Veredas do Paraopeba, que engloba vários conjuntos paisagísticos e que são considerados patrimônios históricos tombados pelo Instituto Estadual do Patrimônio Histórico e Artístico de Minas Gerais, onde incluem edificações construídas no século XVIII, a exemplo da Fazenda dos Martins, o povoado histórico de Piedade do Paraopeba, a histórica tricentenária Igreja Nossa Senhora da Piedade inaugurada em 1713 com ricos elementos artísticos e sacros, a Igreja Nossa Senhora das Dores na localidade de Córrego do Feijão, o distrito de Casa Branca, vilarejo rodeado por montanhas, abrigando pousadas e uma gastronomia baseada na culinária tradicional mineira, e o Instituto Inhotim, o maior museu a céu aberto da América Latina, com uma das mais expressivas coleções de arte contemporânea do Brasil, no distrito de mesmo nome; que atraem muitas pessoas pela quantidade de belezas locais e regionais.
A Corporação Musical Banda São Sebastião, fundada em 13 de maio de 1929 por Tarcilio Gomes da Costa, é uma atração à parte e é inclusive mais antiga que a própria instalação do município de Brumadinho, tendo completado 80 anos de existência em 2009.